# Anisodes arenosaria
Anisodes arenosaria är en fjärilsart som beskrevs av Moore 1887. Anisodes arenosaria ingår i släktet Anisodes och familjen mätare. Inga underarter finns listade i Catalogue of Life.